# AirAsia Cambodia
AirAsia Cambodia (кхмер. អ៊ែរ អេស៊ា ខេមបូឌា) — камбоджийская бюджетная авиакомпания, базирующаяся в международном аэропорту Пномпеня. Компания образована в результате соглашения между малазийской AirAsia и камбоджийской Sivilai Asia. Авиакомпания была основана 9 декабря 2022 года, а начала работу 2 мая 2024 года. Камбоджа — пятая страна в Юго-Восточной Азии, в которой Capital A создала региональную авиакомпанию бренда AirAsia.

## История
В мае 2017 года AirAsia планировала открыть дочернюю компанию в Камбодже, чтобы справиться с ростом числа туристов из Малайзии, посещающих камбоджийские города Пномпень, Сиемреап и Сиануквиль. В ноябре 2019 года AirAsia возобновила свои планы по созданию дочерней компании в Камбодже. В январе 2020 года AirAsia получила поддержку от государственного секретариата гражданской авиации.
9 декабря 2022 года AirAsia и Sivilai Asia подписали соглашение о совместном предприятии для создания AirAsia Cambodia. Capital A, холдинговая компания AirAsia Group, получила во владении 51%  авиакомпании, а Sivilai Asia досталась оставшаяся доля. Начало деятельности, после получения разрешений регулирующих органов, планировалось на 18 марта 2024 года. Авиакомпания начала свою деятельность 2 мая этого же года.

## Направления
Авиакомпания планировала выполнять рейсы в радиусе четырёх часов от своих базовых аэропортов в Камбодже. Одна из целей AirAsia Cambodia соединение стран АСЕАН, а также Индии, Китая и Северной Азии.
| Страна   | Город        | Аэропорт                                 | Прим             | Ссылка       |
| -------- | ------------ | ---------------------------------------- | ---------------- | ------------ |
| Камбоджа | Пномпень     | Международный аэропорт Пномпень          | Базовый аэропорт | [ 1 ] [ 11 ] |
| Камбоджа | Сиемреап     | Международный аэропорт «Сиемреап Ангкор» |                  | [ 11 ]       |
| Камбоджа | Сиануквиль   | Международный аэропорт имени Сианука     | Прекращено       | [ 11 ]       |
| Малайзия | Куала-Лумпур | Международный аэропорт Куала-Лумпур      |                  | [ 12 ]       |
| Сингапур | Сингапур     | Аэропорт Сингапур—Чанги                  | Прекращено       | [ 13 ]       |
| Вьетнам  | Ханой        | Международный аэропорт Нойбай            |                  | [ 14 ]       |
| Вьетнам  | Хошимин      | Международный аэропорт Таншоннят         |                  | [ 15 ]       |

## Флот
По состоянию на июль 2024 года AirAsia Cambodia эксплуатирует следующие самолёты:
| Тип самолёта    | В эксплуатации | Заказано | Пассажирских мест | Примечание      |
| --------------- | -------------- | -------- | ----------------- | --------------- |
| Airbus A320-200 | 2              | 3        | 180               | XU-818 & XU-819 |
| Всего:          | 2              | 3        | 180               |                 |